# 3946 Shor
3946 Shor eller 1983 EL2 är en asteroid i huvudbältet som upptäcktes den 5 mars 1983 av den rysk-sovjetiska astronomen Ljudmila Karatjkina vid Krims astrofysiska observatorium på Krim. Den är uppkallad efter den ryske astronomen Viktor Sjor.
Asteroiden har en diameter på ungefär 17 kilometer och tillhör asteroidgruppen Themis.